# Hyungwon
Chae Hyung-won (coréen : 채형원), mieux connu sous le nom de Hyungwon (coréen : 형원), est un chanteur, danseur et mannequin sud-coréen né le 15 janvier 1994 à Gwangju en Corée du Sud. Il est membre du boys band sud-coréen Monsta X formé par le label Starship Entertainment en 2015 et y occupe la position de danseur secondaire, chanteur et visuel .

## Carrière

### Depuis 2015
La carrière musicale de Hyungwon débute dès 2015, après sa participation, en 2014, au programme télévisé NO.MERCY organisé par le label sud-coréen Starship Entertainment afin de trouver les membres de son nouveau boys band. Le programme, diffusé à partir de décembre 2014, est composé de 10 épisodes et dévoile 12 stagiaires de l'agence en compétition afin de devenir membre du futur boys band. Hyungwon est alors stagiaire et participant du programme télévisé. Après des semaines de compétition, le dernier épisode de NO.MERCY, diffusé le 11 février 2015, révèle tour à tour les stagiaires choisis pour intégrer le nouveau groupe. Hyungwon est alors annoncé comme étant le quatrième membre sélectionné pour rejoindre le groupe. Depuis, il occupe la place de chanteur et danseur secondaire ainsi que visuel du groupe Monsta X.
À noter qu'en parallèle avec ses activités au sein de Monsta X, Hyungwon est également mannequin.
Le 5 janvier 2016 sort le clip You Call it Romance du chanteur sud-coréen K.Will dans laquelle Hyungwon fait une apparition en tant que protagoniste principal.

## Discographie

### Mini-album (EP)
| Titre                    | Détails | Classement | Ventes                |
| Titre                    | Détails | COR        | Ventes                |
| ------------------------ | --- | ---------- | --------------------- |
| The Unseen (avec Shownu) | - Date de sortie : 25 juillet 2023 - Label : Starship Entertainment - Formats : CD, téléchargement numérique, streaming | 6          | COR : plus de 176 000 |